# Arnold Dehnen
Arnold Dehnen (* 1. September 1882 in Duisburg-Meiderich; † 26. August 1969) war ein deutscher Politiker (DNVP, CDU).

## Ausbildung und Beruf
Dehnen besuchte die Volksschule und absolvierte im Anschluss eine Tischlerlehre, die er 1896 beendete. Im Jahr 1905 eröffnete er eine eigene Tischlerei und im Jahr 1908 absolvierte er die Meisterprüfung. Von 1907 bis 1933 war er Vorstandsmitglied der Tischlerinnung und der Kreishandgewerkschaft in Duisburg.

## Politik
Dehnen war von 1907 bis 1933 Mitglied mehrerer deutschnationaler Parteien und gehörte für diese von 1924 bis 1933 dem Stadtrat in Duisburg an. Von 1912 bis 1933 war er, wie auch ab 1945 wieder, Vorsitzender des Haus- und Grundbesitzervereins in Duisburg-Meiderich. Er trat nach Ende des Zweiten Weltkriegs der CDU bei und wurde ab 1945 deren Bezirksvorsteher im Duisburger Stadtteil Meiderich. Ab 1946 war er Ratsherr der Stadt Duisburg. Bei der Landtagswahl 1947 zum Landtag von Nordrhein-Westfalen, wurde er im Wahlkreis 072 Duisburg-Meiderich direkt gewählt. Er gehörte dem Landtag nur in dieser Wahlperiode vom 20. April 1947 bis zum 17. Juni 1950 an.